# Rohrdorf, Calw
Rohrdorf là một thị xã trong huyện Calw bang Baden-Württemberg thuộc nước Đức. Đô thị Rohrdorf, Calw có diện tích 3,93 km², dân số thời điểm 31 tháng 12 năm 2020 là 1996 người.